# Timorhonigfresser
Der Timorhonigfresser (Lichmera flavicans) ist ein südostasiatischer Vertreter der Vogelfamilie der Honigfresser (Meliphagidae).

## Beschreibung
Mit 12,5 bis 14 cm ist der Timorhonigfresser ein mittelgroßer Vertreter seiner Familie. Sein Schnabel ist nicht der längste und gekrümmt, dafür aber robust. Das Gefieder ist kräftig grün-oliv, oberhalb der Augen hat er eine schwärzliche Maske. Der hell sich heraushebende Fleck dahinter ist der Grund für seinen englischen Namen: „Yellow-eared Honeyeater“.

## Vorkommen und Lebensraum
Die Art kommt nur auf Timor vor, hier sowohl im indonesischen Westteil als auch in Osttimor. Sie gilt als nicht gefährdet. Der Timorhonigfresser ist ein Standvogel. Man findet ihn hauptsächlich in Trockenwäldern, aber auch in Plantagen, Trockensavannen, Flachland- und Bergregenwäldern, so am Tatamailau, am Monte Mundo Perdido, im Nationalpark Nino Konis Santana und in Tasitolu. Seine Nahrung besteht aus Nektar, ab und zu aber auch aus Insekten. Trotz der allgemeinen Bedrohung seines Lebensraums gilt sein Bestand bisher als nicht gefährdet.